# Frontier Crimes Regulation

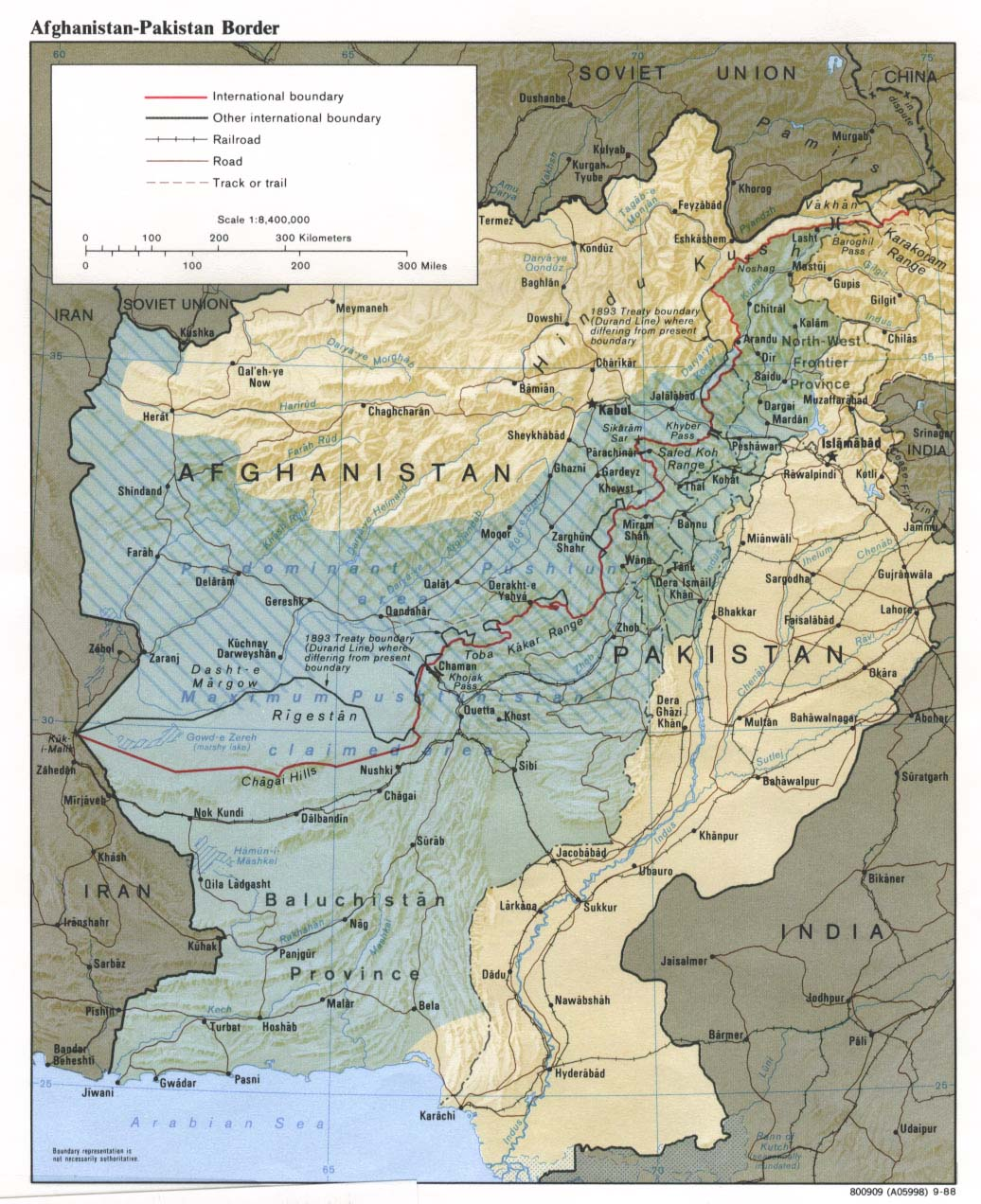
Der Verlauf der Durand-Linie (rot dargestellt).

Die Frontier Crimes Regulation (FCR) ist eine Rechtsordnung der britischen Kolonialmacht, welche die Verwaltung und Konfliktschlichtung in den nördlichen Stammesgebieten Britisch-Indiens und damit die Sicherung der Grenzregion zur russischen Interessenssphäre regelte. Die FCR ermächtigen bestimmte Regierungsbeauftragte (Deputy Commissioner), aufständische Paschtunen mit Geldbußen zu belegen, aus Britisch-Indien zu verbannen oder in Haft zu nehmen. Darüber hinaus sind sie mit Verweis auf die Aufrechterhaltung der öffentlichen Ordnung dazu berechtigt, Eigentum zu konfiszieren oder unerwünschte Siedlungen zu zerstören. 1893 wurde das Gebiet entlang der heutigen afghanisch-pakistanischen Grenze durch eine Demarkationslinie (Durand-Linie) in Stammesgebiete unterteilt. 1901 fiel das Territorium westlich des Indus als North-West Frontier Province (NWFP) unter die Administration Britisch-Indiens.
Die pakistanische Verfassung von 1973 erlaubt in den mehrheitlich paschtunisch geprägten Stammesgebieten (Federally Administered Tribal Areas, FATA) abweichend von pakistanischem Bundesrecht die Fortgeltung der Frontier Crimes Regulation. Die Ausführung wurde mit der staatlichen Unabhängigkeit 1947 von pakistanischen Beamten übernommen. Die verfassungsmäßige staatliche Gerichtsbarkeit ist in den Stammesgebieten ausgeschlossen.
Seit Ende 2017 gibt es in Pakistan Bestrebungen, das koloniale Erbe der Frontier Crimes Regulation aufzuheben. Im Mai 2018 trat eine umstrittene Übergangsregelung in Kraft.